# Anna Wasilszczykowa
Anna Wasilszczykowa – piąta żona cara Iwana IV Groźnego.
Wesele Iwana IV Groźnego i jego wybranki Anny odbyło się w wąskim gronie. Wśród gości znalazło się aż dwudziestu członków rodziny Kołtyczewów. Po weselu losy rodów Kołtyczewów i Wasilczikowów splotły się ze sobą. Po kilku miesiącach bracia oraz kuzyni carowej Anny przesłali pieniądze do Troicy, opłacając msze żałobne za swoje duszę. Gdy car dowiedział się, że wśród braci jego własnej żony jest także jej faworyt, kazał ściąć mu głowę. Trzy dni po tym zdarzeniu Anna dołączyła do klasztoru do poprzedniej żony cara – Anny Kołtowskiej.